# Kay Laurell
Kay Laurell (28 juni 1890 - 31 januari 1927) was een Amerikaanse actrice en model.

## Levensloop en carrière
Laurell begon haar carrière bij de Ziegfeld Follies van Florenz Ziegfeld in 1914. In deze revue verscheen ze tot 1918. Laurell wilde net als andere Ziegfeld Girls, zoals Fanny Brice, Marion Davies en Ruby Keeler carrière maken in Hollywood. In 1919 speelde ze in haar eerste film The Brand naast Russell Simpson. In datzelfde jaar speelde ze in The Valley of the Giants naast Wallace Reid en Noah Beery. In 1921 acteerde ze in haar derde en laatste film. Hierna zou ze terugkeren naar het theater. 
Laurell was in 1916 gehuwd met zakenman Winfield Sheehan. Hoewel ze sinds 1917 van hem gescheiden leefde, waren ze nooit officieel gescheiden. In 1927 overleed Laurell tijdens de bevalling van haar eerste en enige kind, Joseph K. Boyle. 